# Ladera Heights (Kalifornija)
Ladera Heights je naseljeno područje za statističke svrhe u američkoj saveznoj državi Kalifornija. Prema popisu stanovništva iz 2010. u njemu je živjelo 6.498 stanovnika.